# انگلستان
اِنگلستان یا انگلیس (به انگلیسی: England) یکی از کشورهای بریتانیا است. انگلستان، پراهمیت‌ترین بخش بریتانیاست و نیمه جنوبی جزیره بریتانیای کبیر را تشکیل می‌دهد. این کشور نیز وسیع‌ترین، پرجمعیت‌ترین و ثروتمندترین کشور بریتانیا است و پایتخت آن، لندن نام دارد.
انگلستان از شمال با اسکاتلند و از غرب با ولز هم‌مرز است. مرزهای آبی این کشور در شمال غرب دریای ایرلند، در جنوب غرب دریای سلتی و در شرق دریای شمال است و در جنوب نیز کانال مانش آن را از اروپای قاره‌ای و کشور فرانسه جدا می‌کند.
انگلستان دارای بیش از یکصد جزیره کوچک و بزرگ است که از جمله آن‌ها می‌توان به جزیره وایت و جزیره من اشاره کرد. شهر لندن پایتخت انگلستان و در عین حال پایتخت بریتانیا است. پرآب‌ترین رود انگلستان، رود تیمز است که از میان شهر لندن می‌گذرد و به دریای شمال می‌ریزد.
پادشاهی‌های مستقل انگلستان و اسکاتلند در سال ۱۷۰۷ تصمیم گرفتند که به واسطه یک قرار داد سیاسی به نام پیمان اتحاد انگلستان و اسکاتلند با یکدیگر متحد شده و پادشاهی بریتانیای کبیر را به وجود آوردند. بعدها پادشاهی بریتانیای کبیر در سال ۱۸۰۱ با پادشاهی ایرلند متحد شد و پادشاهی متحد بریتانیای کبیر و ایرلند را پایه‌گذاری نمود که تا زمان خروج ایرلند تا سال ۱۹۲۲ وجود داشت. با جدایی بخش وسیعی از ایرلند، در نهایت نام این کشور متحد که امروزه انگلستان، ولز، اسکاتلند و ایرلند شمالی را در بر می‌گیرد به پادشاهی متحده بریتانیای کبیر و ایرلند شمالی تغییر یافت.
مساحت این کشور ۱۳۰٬۳۹۵ کیلومتر مربع و جمعیت آن تا واپسین برآورد در سال ۲۰۲۲ میلادی ۵۷٬۱۰۶٬۳۹۸ نفر بوده است.

## تاریخ

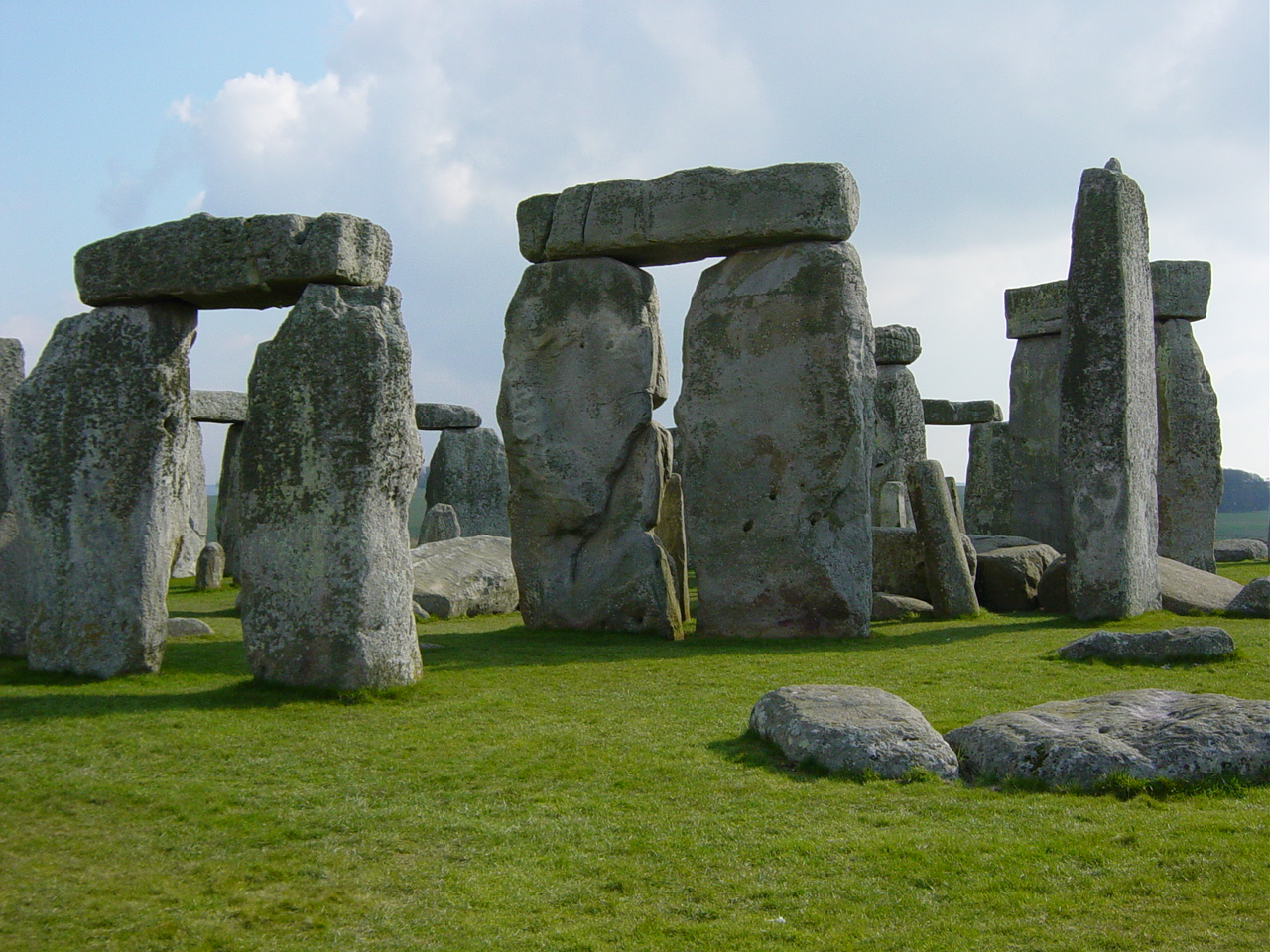
زمان نصب سنگ‌های استون هنج، ۲۰۰۰ تا ۲۵۰۰ سال پیش از میلاد مسیح، تخمین زده می‌شود.

تاریخ انگلستان به دوران پیش از رومیان، عهد رومیان، تهاجم آنگلوساکسون‌ها، یورش نورمان‌ها، سلسله پلانتانژه، سلسله تئودور، انگلستان در سده هفدهم، هجدهم و نوزدهم و انگلستان معاصر تقسیم‌بندی می‌شود.

### دوران پیش از تاریخ
قدیمی‌ترین نشان وجود انسان در انگلیس کنونی به حدود ۷۸۰ هزار سال پیش برمی‌گردد که انسان پیشگام (Homo antecessor) در آن می‌زیسته است. قدیمی‌ترین استخوان انسان خردمند باستانی که در انگلستان کشف شده ۵۰۰ هزار سال قدمت دارد. گرچه انسان مدرن در سومین (آخرین) بخش دوره پارینه سنگی در این منطقه می‌زیسته، اما بشر تنها در طول ۶۰۰۰ سال گذشته در این منطقه به‌طور دائم ساکن شده است. پس از آخرین عصر یخبندان فقط پستانداران بزرگ مانند کرگدن پشمالو، ماموت و گاومیش‌های کوهان‌دار در این جزیره حضور داشتند و احتمالاً ۱۱ هزار سال پیش انسان خردمند وارد بریتانیا شد. تحقیقات ژنتیک نشان می‌دهد که آن‌ها از بخش شمالی شبه جزیره ایبری به این سرزمین آمدند. در آن زمان انگلیس با ایرلند و خاک اصلی اروپا متصل بود و با آب شدن یخ‌ها و بالا آمدن آب دریاها حدود ده هزار سال پیش از ایرلند و حدود دو هزار سال بعد از اروپای قاره‌ای جدا شد.

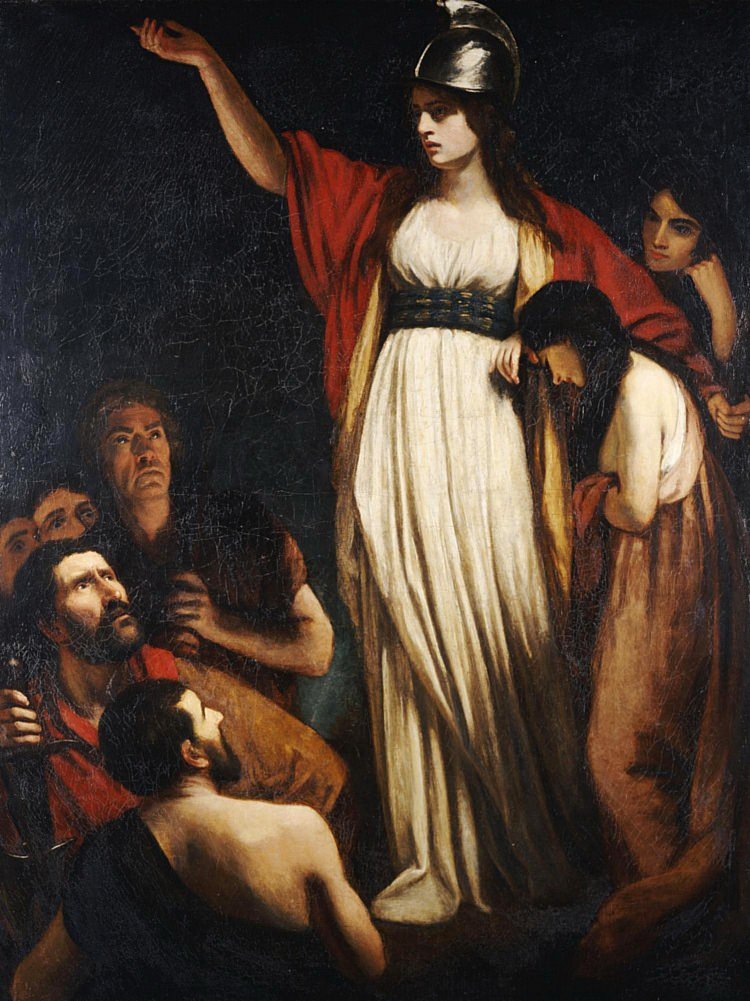
ملکه بودیکا رهبری قیام علیه امپراتوری روم را بر عهده داشت

ورود فرهنگ بیکر (اروپای غربی پیش از تاریخ تا عصر برنز) به این سرزمین در حدود ۲۵۰۰ سال قبل از میلاد، ظروف غذایی و آشامیدنی ساخته شده از خاک رس و همچنین ظروفی را که در پالایش سنگ معدن گداخته مس استفاده می‌شود به ساکنان آن معرفی کرد. بناهای بزرگ دوران نوسنگی مانند استون هنج و ایوبری در این زمان ساخته شد. مردم فرهنگ بیکر برنز را از حرارت دادن توأم قلع و مس، که در این منطقه به وفور یافت می‌شد، تولید کرده و بعدها آهن را از سنگ معدن آهن به دست آوردند. توسعه ذوب آهن باعث ساخت گاوآهن‌های بهتر، ایجاد کشاورزی نوین (به عنوان مثال، روش زمینداری سلتیک) و همچنین تولید سلاح‌های مؤثرتر شد.
در طول عصر آهن، فرهنگ سلتیک که برآمده از فرهنگ هالشتات و لاتین بود، از مرکز اروپا وارد انگلستان شد. زبان گفتاری در طول این زمان بریتونی بود. با استناد به جغرافیای بطلمیوس جامعه قبیله‌ای بود و در حدود ۲۰ قبیله در منطقه وجود داشت. دسته‌بندی‌های اولیه این قبایل ناشناخته مانده‌اند چراکه بریتانیایی‌ها در آن زمان خواندن و نوشتن نمی‌دانستند. آن‌ها همانند سایر همسایگان امپراتوری روم مدت‌ها از پیوندهای تجاری با رومیان بهره‌مند بودند. ژولیوس سزار فرمانروای جمهوری روم در سال ۵۵ پیش از میلاد دو بار به بریتانیا حمله کرد و اگرچه عمدتاً ناموفق ماند اما توانست پادشاه ترینووانتس را مطیع خود سازد.
رومی‌ها در سال ۴۳ میلادی در زمان سلطنت امپراتور کلودیوس به بریتانیا حمله کردند و به دنبال آن بیشتر مناطق بریتانیا را تصرف و آن را به نام استان انگلیس به امپراتوری روم الحاق کردند. مشهورترین قبیله بومی که تلاش کردند در برابر رومیان مقاومت کنند کاتوولانی‌ها به فرماندهی کاراتاکوس بودند. پس از آن، قیام به رهبری بودیکا، ملکه ایچه نی، با خودکشی او پس از شکست در نبرد واتلینگ استریت به پایان رسید. این دوران شاهد غلبه فرهنگ یونانی رومی و آشنایی با قانون رومی، معماری رومی، سیستم‌های فاضلاب، بسیاری از اقلام کشاورزی و ابریشم بود. در قرن سوم میلادی، امپراتور سپتیموس سوروس در ابوراکوم (یورک امروزی) درگذشت و در پی آن کنستانتین امپراتور بعدی اعلام شد.
اگرچه دقیقاً مشخص نیست مسیحیت اولین بار چه زمانی وارد انگلستان شد، اما یقیناً پیش از قرن چهارم میلادی و احتمالاً خیلی زودتر از آن بوده است. به اعتقاد سینت بید، الئوتروس مبلغانی را از رم و به درخواست لوسیوس فرمانروای بریتانیا در سال ۱۸۰ میلادی به آنجا فرستاد تا اختلافاتی را که در برگزاری مراسم مذهبی به روش شرقی و غربی وجود داشت و مایه دردسر کلیسا شده بود حل و فصل کنند. روایات مرتبط به گلاستونبری مدعی معرفی مسیحیت طریق یوسف الرامی است اما دیگران به رواج آن از سوی لوسیوس معتقدند. تا سال ۴۱۰ میلادی و در دوران افول امپراتوری روم، بریتانیا با پایان حکومت روم در این کشور و خروج یگان‌های ارتش روم، برای دفاع از مرزها در قاره اروپا و شرکت در جنگ‌های داخلی مواجه شد. جنبش‌ها و مبلغان سلتیک مسیحی و رهبانی مانند پاتریک (قرن ۵ - ایرلند) و در قرن ششم برندان در کلونفرت، کومگال در بنگور، دیوید در ولز، آیدن در لیندیسفرن کلوکبا درآیونا رونق گرفتند. این دوره از مسیحیت در احساسات، سیاست، اعمال و الهیات از فرهنگ باستانی سلتیک تأثیر گرفت. «جماعت» های محلی در جامعه رهبانی محوریت یافتند و رهبران رهبانی بیشتر شبیه سران قبیله، و برعکس سیستم سلسله مراتبی کلیسای تحت سلطه روم، در مرتبه یکسانی قرار می‌گرفتند (نگاه کنید به مسیحیت اولیه، برندان لهان، چاپ لندن، ۱۹۶۸).

### قرون میانه

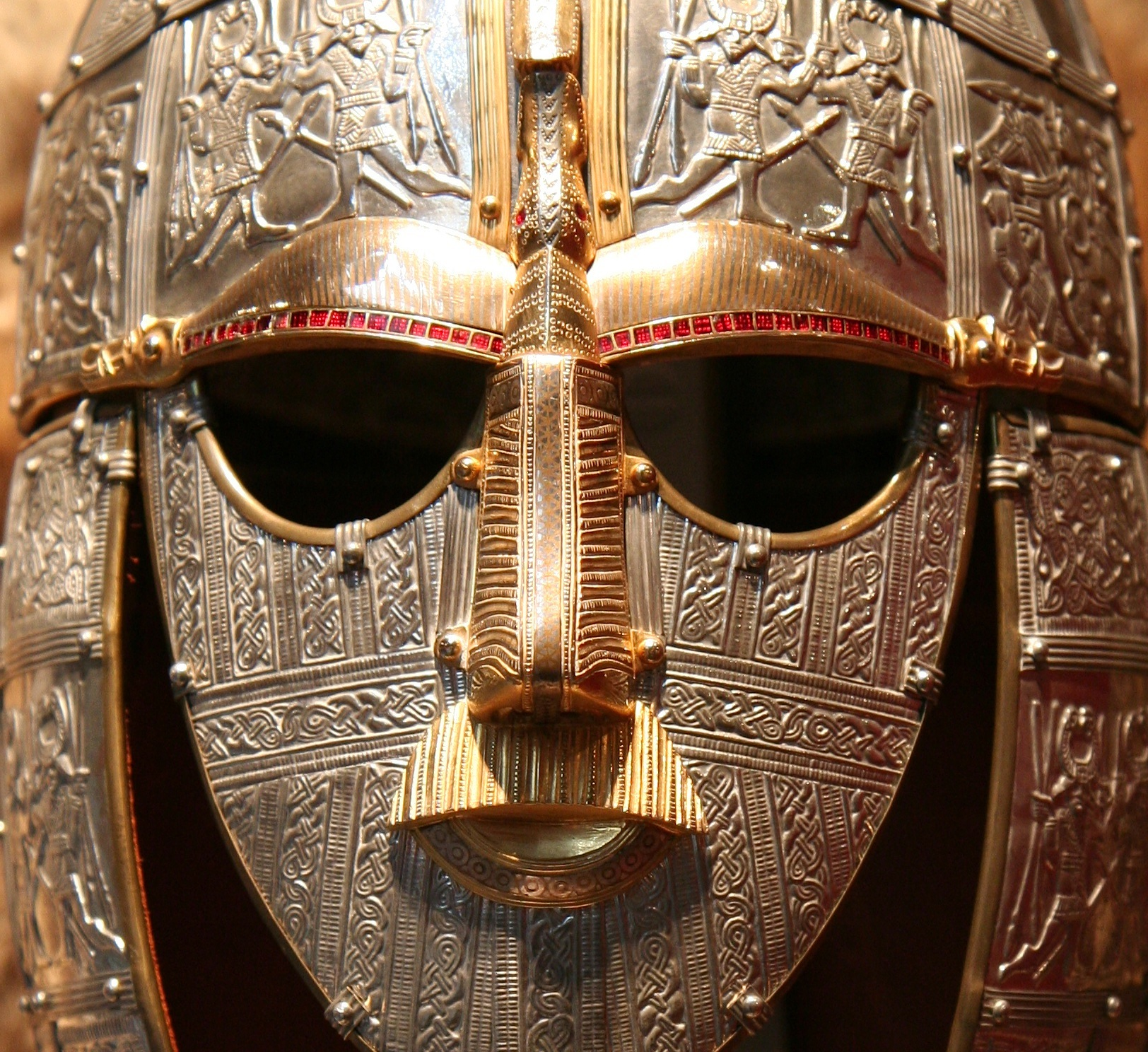
ماکت یک کلاه خود تشریفاتی قرن هفتم از پادشاهی آنگلیای شرقی، یافت شده در ساتون هو

خروج ارتش روم بریتانیا را در معرض هجوم جنگجویان دریانورد بی‌دین اروپای شمال غربی، عمدتاً آنگل‌ها، ساکسون‌ها و جوت‌ها قرار داد که مدت‌های طولانی سواحل استان رومی انگلیس را مورد تهاجم قرار داده و شروع به سکونت در آن (در ابتدا در بخش شرقی کشور) کرده بودند. پیشروی آن‌ها پس از پیروزی انگلیسی‌ها در نبرد کوه بادون برای چند دهه متوقف، اما مجدداً از سر گرفته شد. آن‌ها ابتدا زمین‌های مسطح و حاصلخیز را تسخیر کردند و تا پایان قرن ششم، نواحی تحت کنترل بریتون‌ها به یک سری مناطق محصور جداگانه در اراضی ناهموار و سنگلاخ غرب کشور محدود شد. متون متعلق به این دوره اندک است و توصیف کمی از آن به دست می‌دهد و بعضاً به همین دلیل دوران تاریک نامیده می‌شود. اختلاف نظرها دربارهٔ ماهیت و گسترش سکونت آنگلوساکسون‌ها در بریتانیا نیز به همین دلیل است. مسیحیت تحت سلطه روم در سرزمین‌های تسخیر شده عمدتاً از بین رفت اما از سال ۵۹۷ میلادی و توسط مبلغانی از رم و به رهبری آگوستین مجدداً آغاز شد. اختلافات بین مسیحیت رومی و سلتی در سال ۶۶۴ با پیروزی سنت رومی در شورای ویتبی به پایان رسید. این شورا گرچه در ظاهر در مورد نحوه کوتاه کردن مو و تاریخ عید پاک بود، اما مهم‌تر از آن تفاوت‌های مسیحیت رومی و سلتیک دربارهٔ قدرت، کلام و عمل را در نظر داشت.
به نظر می‌رسد که در طول دوره اسکان تازه واردان، زمین‌های تحت تصرف به صورت مناطق متعدد تکه‌تکه در مالکیت قبایل مختلف بوده است، اما در قرن هفتم میلادی، یعنی زمانی که مجدداً شواهد قابل توجهی از اوضاع آن در دسترس است، کشور تقریباً مرکب از یک دوجین پادشاهی شامل نورثامبریا، مرسیا، وسکس، آنگلیای شرقی، اسکس، کنت و ساسکس بوده است. پس از آن در طول چند قرن متمادی این روند یکپارچگی و ثبات سیاسی ادامه یافت. قرن هفتم شاهد مبارزه برای هژمونی بین نورثامبریا و مرسیا بود که در قرن هشتم منجر به برتری مرسیا شد. در اوایل قرن ۹ مرسیا جای خود به عنوان قدرت برتر را به وسکس واگذار کرد. بعدها در همان قرن افزایش حملات دانمارکی‌ها به اوج خود رسید و منجر به فتح شمال و شرق انگلستان و سرنگونی پادشاهی نورثامبریا، مرسیا و آنگلیای شرقی گردید. وسکس تحت فرمانروایی آلفرد کبیر به عنوان تنها پادشاهی انگلیسی باقی‌مانده بود و جانشینان او به تدریج قلمرو خود را در نواحی تحت تصرف دانمارکی‌ها گسترش دادند. این وقایع موجبات اولیه اتحاد سیاسی انگلستان را ابتدا در سال ۹۲۷ در زمان اتلستن فراهم کرد و پس از آن و بعد از درگیری‌های بیشتر در سال ۹۵۳ در زمان ادرد انگلستان این اتحاد مستحکم تر گردید. موج تازه حملات اسکاندیناوی در اواخر قرن دهم با فتح کامل انگلستان توسط اسون یکم در سال ۱۰۱۳ و مجدداً توسط پسرش کانوت بزرگ در ۱۰۱۶ به پایان رسید. آن‌ها انگلستان را تبدیل به مرکز یک امپراتوری کوتاه مدت در دریای شمال کردند که شامل دانمارک و نروژ نیز می‌شد. اما در سال ۱۰۴۲ سلسله سلطنتی بومی دوباره به دست ادوارد خستو بازسازی شد.
اختلاف بر سر جانشینی ادوارد منجر به پیروزی نورمن‌ها بر انگلستان به دست ارتش تحت فرمان ویلیام، دوک نورماندی در سال ۱۰۶۶ گردید. نورمن‌ها خود اصلاً از اسکاندیناوی بودند و در اواخر قرن ۹ و اوایل قرن ۱۰ در نرماندی ساکن شده بودند. این پیروزی تقریباً به سلب کامل مالکیت از نخبگان انگلیسی و جایگزینی آن با یک اشرافیت جدید فرانسوی زبان منجر شد که کلامشان باعث تأثیری عمیق و دائمی در زبان انگلیسی گردید.

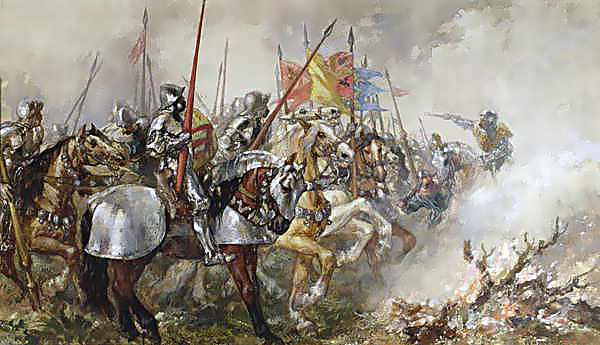
پادشاه هنری پنجم در زمان جنگ صد ساله در نبرد آزینکورت و در روز سنت کریسپین در برابر ارتش بسیار بزرگتر فرانسه جنگید و پیروزی را برای انگلستان رقم زد

به دنبال این وقایع خاندان پلانتاژنه از آنژو تاج و تخت انگلستان زمان هنری دوم را به ارث بردند. آن‌ها انگلستان را ضمیمه امپراتوری فئودالی نوپای آنژوین شامل دوک‌نشین آکیتن که در فرانسه به ارث برده بودند ساختند. آن‌ها به مدت سه قرن در انگلستان سلطنت کردند. برخی از پادشاهان مشهور آن ریچارد شیردل، ادوارد دوم، ادوارد سوم و هنری سوم بودند. این دوران شاهد تغییراتی در تجارت و قانون، از جمله امضای مگنا کارتا، منشور حقوقی انگلیس برای محدود کردن قدرت سلطان توسط قانون و حفاظت از امتیازات افراد آزاد (غیر برده) بود. همچنین رهبانیت کاتولیک رونق گرفت، فلاسفه ظهور کردند، و دانشگاه‌های آکسفورد و کمبریج با حمایت دربار تأسیس شد. امیرنشین ولز در طول قرن ۱۳ تیول پلانتاژنه شد و فرمانداری ایرلند توسط پاپ به دربار انگلیس داده شد.
در طول قرن چهاردهم، پلانتاژنه و خاندان والواها هر دو خود را مدعیان مشروع خاندان کاپه و به تبع آن فرانسه خواندند؛ و درگیر جنگ صد ساله شدند. اپیدمی مرگ سیاه در ۱۳۴۸ میلادی به انگلستان رسید و در مجموع تا نیمی از ساکنان انگلستان را کشت. در فاصله سال‌های ۱۴۵۳ تا ۱۴۸۷ جنگ داخلی میان دو شاخه از خانواده سلطنتی، یورک و لنکستر، رخ داد. این جنگ که به نام جنگ رزها است در نهایت باعث شد یورک‌ها تاج و تخت را به‌طور کامل به یک خانواده نجیب‌زاده ویلزی به نام خاندان تودور، شاخه‌ای از خاندان لنکستر به رهبری هنری تودور واگذار کند. هنری تودور با پیروزی در نبرد بازورث فیلد به سلطنت رسید و ریچارد سوم پادشاه یورک در همین جنگ کشته شد.

### آغاز دوران جدید

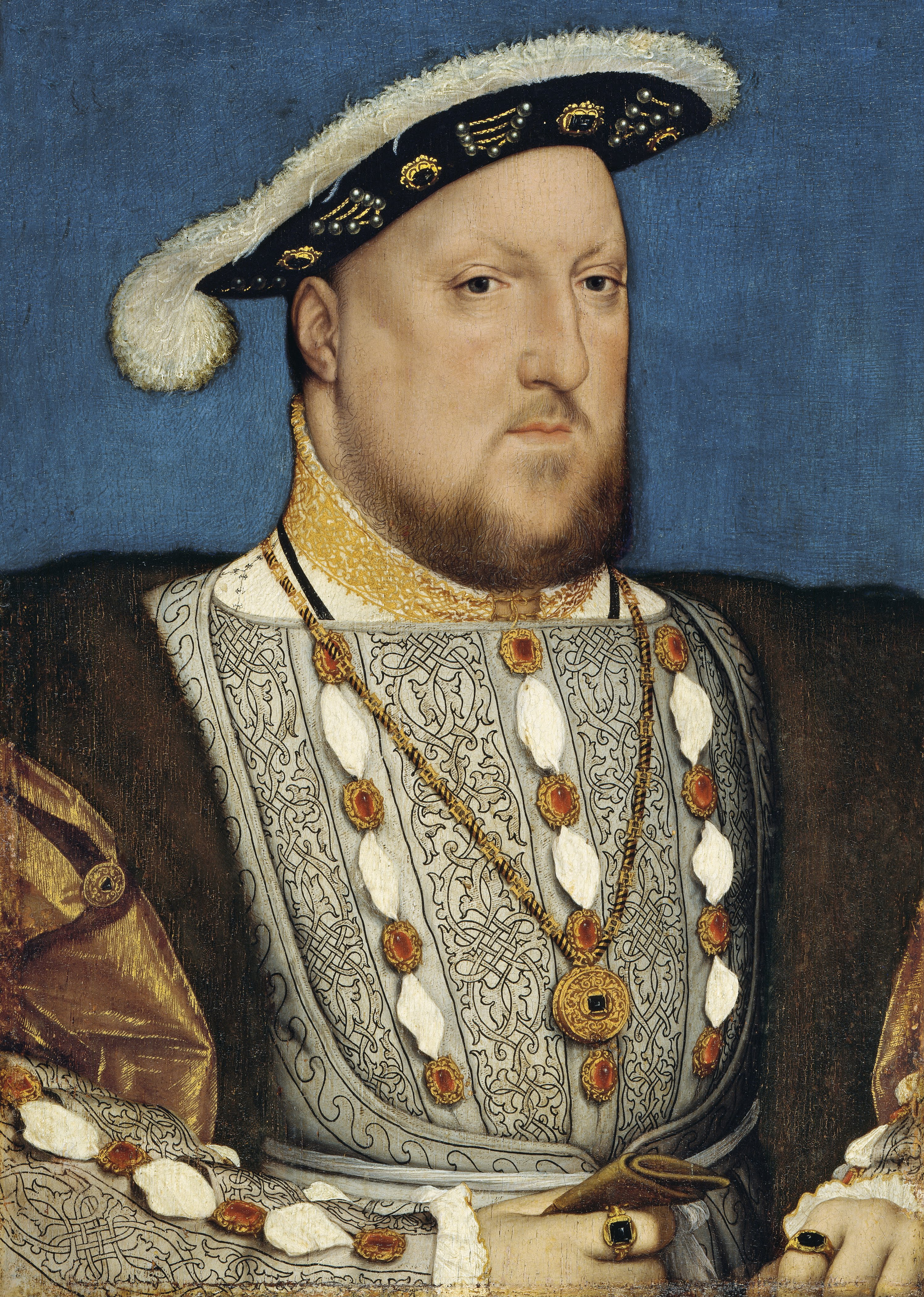
شاه هنری هشتم عالی‌ترین مقام کلیسای انگلستان گردید

در طول دوره تودور، رنسانس از طریق درباریان ایتالیایی به انگلستان رسید و مباحث هنری، آموزشی و علمی از دوران کلاسیک باستان را دوباره معرفی کرد. انگلستان شروع به توسعه مهارت‌های نیروی دریایی کرد و اکتشاف به سمت مغرب زمین گسترش یافت.
هنری هشتم بر سر مسائل مربوط به طلاق خود از همسرش در سال ۱۵۳۴ و با اعلان لایحه استیلا، که پادشاه را رئیس کلیسای انگلستان می‌دانست، از کلیسای کاتولیک جدا شد. برعکس بیشتر موارد پروتستانیسم در اروپا، ریشه‌های این جدایی بیشتر سیاسی بود تا عقیدتی. او همچنین سرزمین اجدادی خود ولز را تحت لوایح ۱۵۳۵ تا ۱۵۴۲ رسماً به پادشاهی انگلستان ملحق کرد. در طول سلطنت دختران هنری ماری یکم و الیزابت یکم درگیری‌های داخلی مذهبی به وجود آمد. ماری اول کشور را به مذهب کاتولیک برگرداند اما الیزابت دوباره از کلیسای کاتولیک جدا شد و با زور برتری را به کلیسای انگلستان بازگرداند.
اولین مستعمره انگلیس در قاره آمریکا به نام رونوک در سال ۱۵۸۵ و در رقابت با اسپانیا توسط والتر رالی کاشف در ویرجینیا تشکیل شد. مستعمره رونوک پس از آنکه یک کشتی تدارکاتی با تأخیر به آنجا رسید و آنجا را متروکه یافت به مستعمره‌ای نافرجام تبدیل شد. انگلستان هم‌زمان از طریق کمپانی هند شرقی با هلند و فرانسه در رقابت بود. در سال ۱۵۸۸، در دوره الیزابت، یک ناوگان انگلیسی به فرماندهی فرانسیس دریک ناوگان مهاجم آرمادای اسپانیا را شکست داد. در سال ۱۶۰۳ و در زمانی که جیمز ششم شاه اسکاتلند، کشوری که رقیب قدیمی منافع انگلستان بود، تاج و تخت انگلستان را با عنوان جیمز اول به ارث برد، ساختار سیاسی این جزیره تغییر کرد و نوعی اتحاد فرد محور ایجاد شد. او خود را پادشاه بریتانیای کبیر نامید، اگر چه این عنوان هیچ پایه و اساسی در قوانین انگلستان نداشت. تحت نظارت «شاه جیمز یکم و ششم» کتاب مقدس نسخه شاه جیمز در سال ۱۶۱۱ منتشر شد. این نسخه نه تنها در زمره بزرگ‌ترین شاهکارهای ادبی در زبان انگلیسی و هم رتبه آثار شکسپیر است بلکه به مدت چهارصد سال نسخه استاندارد کتاب مقدس برای بیشتر مسیحیان پروتستان بود، یعنی تا زمانی که نسخه‌های مدرن در قرن بیستم منتشر شد.

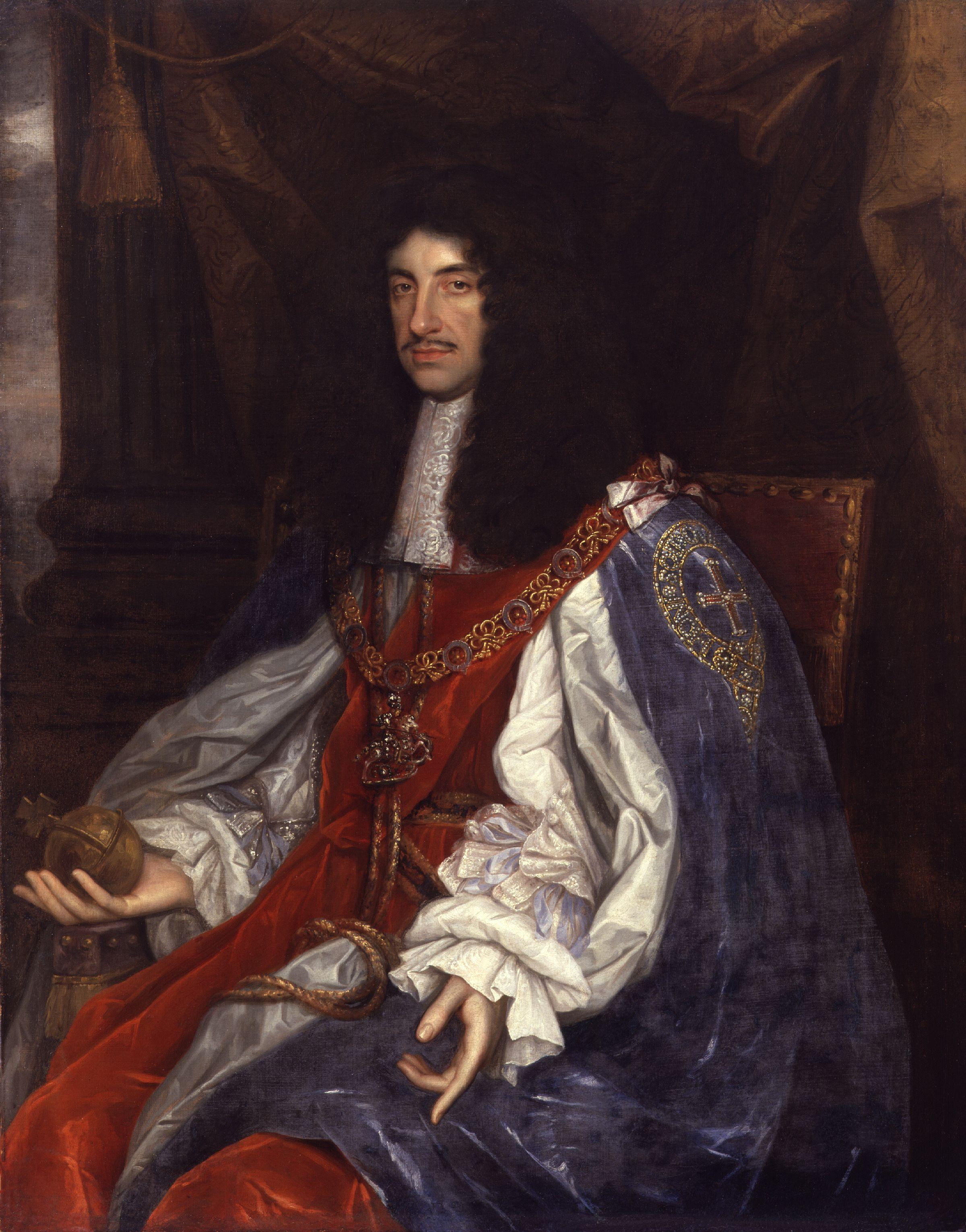
بازگرداندن پادشاهی انگلیس تاج و تخت را به پادشاه چارلز دوم و صلح را به کشور برگرداند

مواضع متضاد سیاسی، مذهبی و اجتماعی منجر به جنگ داخلی انگلستان بین طرفداران پارلمان و حامیان شاه چارلز اول، که در زبان محاوره به ترتیب به عنوان کله گِرد (Roundhead)ها و شوالیه‌ها شناخته می‌شدند گردید. این جنگ در واقع بخشی از ملغمه‌ای از یک جنگ گسترده‌تر چند وجهی درون سه پادشاهی که شامل پادشاهی اسکاتلند و پادشاهی ایرلند نیز می‌شد بود. در نهایت پارلمانی‌ها پیروز شدند، چارلز اول اعدام شد و پادشاهی جای خود را به کشورهای مشترک‌المنافع داد. الیور کرامول، رهبر نیروهای پارلمان، در سال ۱۶۵۳ خود را فرمانروای محافظ نامید؛ و پس از آن دوره‌ای از حاکمیت فردی آغاز شد. پس از مرگ کرامول و استعفای پسرش ریچارد از عنوان فرمانروای محافظ، در سال ۱۶۶۰ از چارلز دوم دعوت شد تا به عنوان پادشاه به قدرت بازگردد. این واقعه به نام بازگرداندی مشهور شد. پس از انقلاب موسوم به انقلاب شکوهمند در سال ۱۶۶۸، از طریق لایحه حقوق در قانون اساسی ذکر شد که شاه و مجلس باید با هم حکومت کنند، هرچند قدرت واقعی در اختیار مجلس قرار گرفت. یکی از موارد تغییر در قوانین این بود که فقط پارلمان اختیار وضع قانون را داشت و شاه نمی‌توانست مصوبات پارلمان را لغو کند. همچنین شاه نمی‌توانست مالیات وضع کند یا بدون تصویب مجلس به سربازگیری برای ارتش مبادرت کند. همچنین از آن زمان، هیچ‌یک از پادشاهان بریتانیا در زمان جلوس وارد مجلس عوام نشده است. این مراسمی است که همه ساله و در یادبود روزی که در مجلس در مقابل فرستاده پادشاه محکم بسته شد و سپس شخص وی در را گشود برگزار می‌شود و نمادی از حقوق پارلمان و استقلال آن از سلطنت است. از سال ۱۶۶۰ و با تأسیس انجمن سلطنتی علم و دانش به شدت حمایت شد.
در سال ۱۶۶۶ آتش‌سوزی بزرگ لندن شهر لندن را سوزاند اما شهر پس از مدت کوتاهی بازسازی شد و بسیاری از ساختمان‌های مهم آن توسط سر کریستوفر رن طراحی گشت. در مجلس دو جناح به وجود آمده بود - محافظه کاران و حزب ویگ. گرچه محافظه کاران در ابتدا حامی پادشاه کاتولیک جیمز دوم بودند، اما برخی از آنها، به همراه حزب ویگ، او را در انقلاب ۱۶۸۸ سرنگون کرده و از شاهزاده هلندی ویلیام نارنجی دعوت کردند تا به عنوان پادشاه ویلیام سوم بر تخت نشیند. برخی از مردم انگلیس، به ویژه در شمال، جاکوبیتیست بودند و به حمایت از جیمز و پسران او ادامه دادند. پس از توافق بین پارلمان‌های انگلستان و اسکاتلند، دو کشور در سال ۱۷۰۷ یک اتحادیه سیاسی برای ایجاد پادشاهی بریتانیای کبیر تشکیل دادند. برای پابرجا ماندن اتحاد، نهادهایی چون قانون و کلیساهای ملی جداگانه باقی ماند.

### اواخر عصر مدرن و دوران معاصر

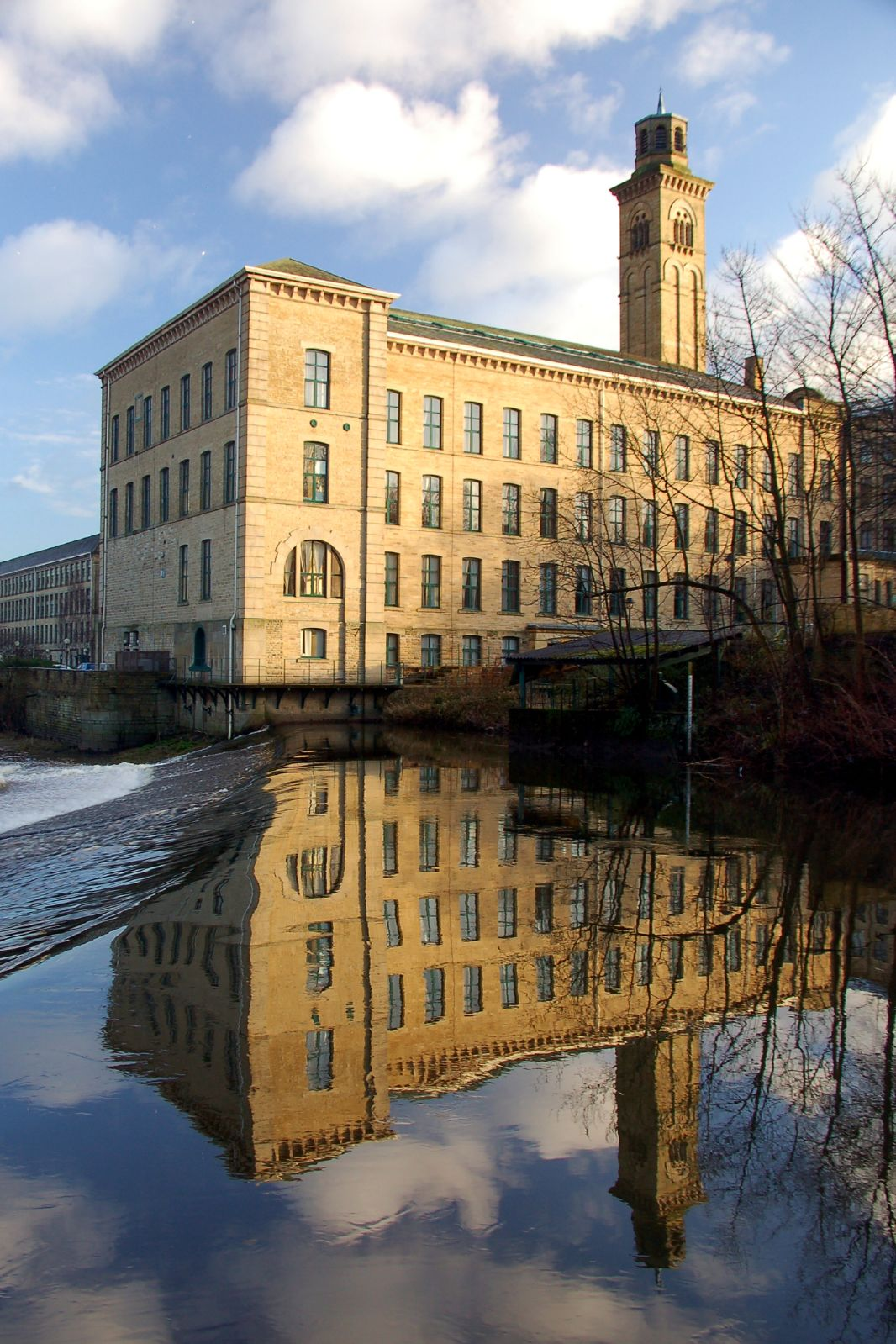
سالتایر در غرب یورکشایر، نمونه‌ای از یک شهر ماشینی از زمان انقلاب صنعتی و میراث جهانی یونسکو است.

تحت پادشاهی تازه تشکیل شده بریتانیای کبیر، دستاوردهای انجمن سلطنتی و دیگر دست یافته‌های انگلیسی همراه با روشنگری اسکاتلندی به ایجاد نوآوری در علوم و مهندسی منجر شد و هم‌زمان رشد شدید تجارت خارجی بریتانیا که توسط نیروی دریایی سلطنتی حفاظت می‌شد راه را برای تشکیل امپراتوری بریتانیا هموار کرد و در داخل کشور انقلاب صنعتی را پدیدآورد، که دوره‌ای از تغییرات عمیق در شرایط اجتماعی اقتصادی و فرهنگی انگلستان بود و در نتیجه آن کشاورزی صنعتی، تولید، مهندسی و استخراج معادن به وجود آمد و جاده‌های جدید، راه‌آهن و شبکه‌های جدید آب برای امکان و تسهیل استفاده از آن‌ها گسترش یافت. افتتاح کانال بریجواتر در شمال غربی انگلستان در سال ۱۷۶۱ طلیعه دوره کانال‌ها در بریتانیا شد. در سال ۱۸۲۵ اولین راه‌آهن دائم لوکوموتیو بخار مسافربری جهان - خط آهن استاکتون و دارلینگتون - به روی عموم مردم باز شد.
در طول انقلاب صنعتی، بسیاری از کارگران در انگلستان از روستاها به مناطق جدید و در حال گسترش صنعتی شهرها نقل مکان کردند تا در کارخانه‌ها کار کنند، مثلاً منچستر و بیرمنگام به ترتیب به «انبار شهر» و «کارگاه جهان» ملقب شدند. انگلستان در طول دوره انقلاب فرانسه از نوعی ثبات نسبی برخوردار بود. ویلیام پیت جوان در دوره سلطنت جورج سوم نخست‌وزیر بریتانیا بود. در زمان جنگ‌های ناپلئون، ناپلئون برای حمله از جنوب شرق برنامه‌ریزی کرد اما طرحش موفق نشد و نیروهایش دریا از لرد نلسون و در خشکی از دوک ولینگتون فرماندهان ارتش بریتانیا شکست خوردند. جنگ‌های ناپلئون باعث تقویت مفهوم هویت بریتانیایی و ملیت واحد بریتانیا به همراه اسکاتلندی‌ها و ولزی‌ها شد.

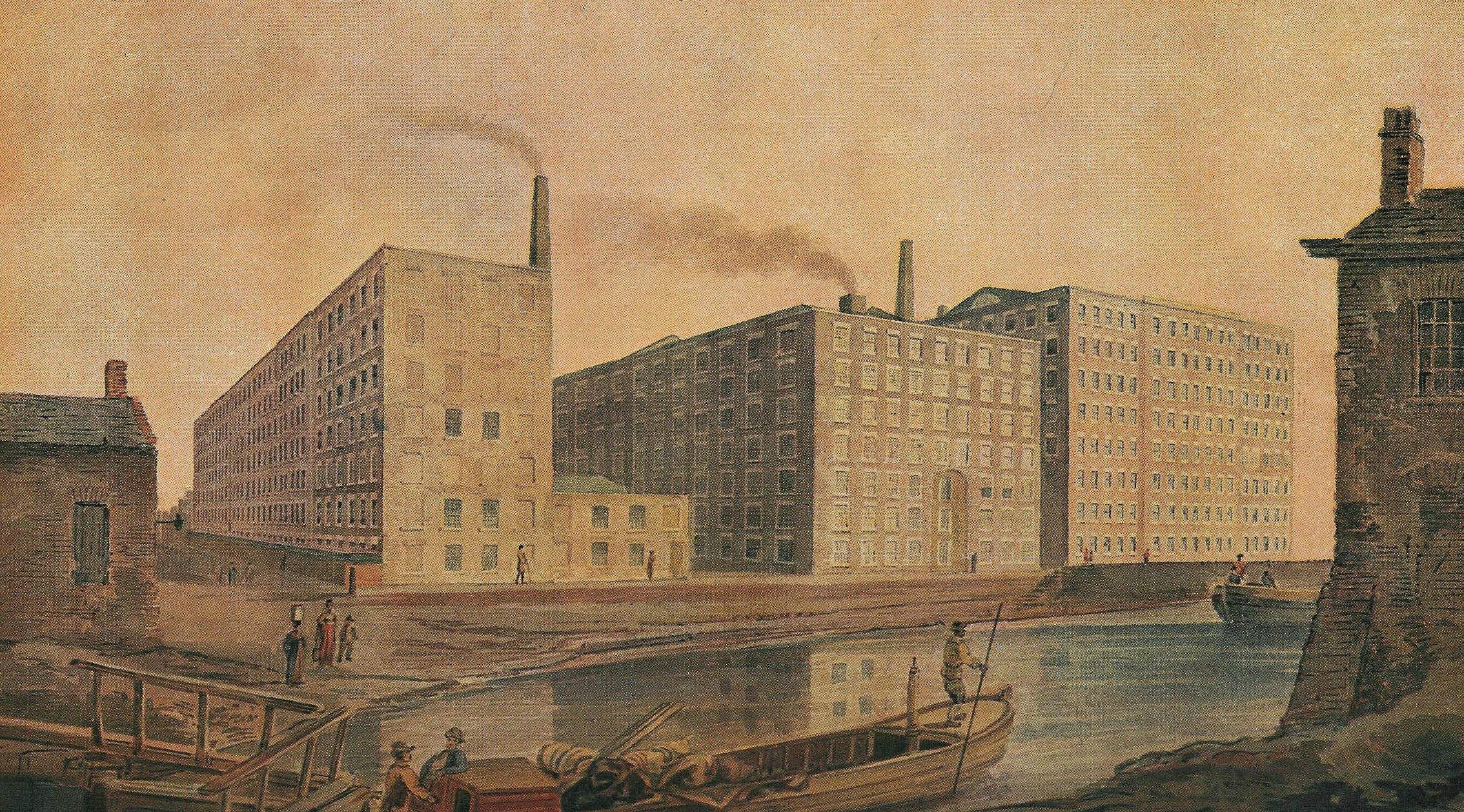
کارخانه‌های تولید پنبه در منچستر، «اولین شهر صنعتی» در جهان، در حدود ۱۸۲۰ میلادی

در طول دورهٔ ویکتوریایی، لندن بزرگ‌ترین و پرجمعیت‌ترین منطقه شهری در جهان شد و تجارت در درون امپراتوری بریتانیا و همچنین جایگاه ارتش و نیروی دریایی بریتانیا بر دیگران برتری چشمگیری پیدا کرد. آشفتگی‌های سیاسی در داخل کشور نظیر رادیکال‌هایی مانند چارتیست‌ها و جنبش حق رأی برای زنان (suffragettes) باعث اصلاحات قانونی و اعطای حق رأی همگانی شد. انتقال قدرت در شرق اروپای مرکزی منجر به جنگ جهانی اول شد. صدها هزار نفر از سربازان انگلیسی برای انگلستان به عنوان بخشی از نیروهای متفقین کشته شدند. دو دهه بعد، در جنگ جهانی دوم، بریتانیا دوباره در جبهه متفقین قرار گرفت. در پایان جنگ نشسته، وینستون چرچیل نخست‌وزیر زمان جنگ شد. توسعه فناوری‌های نظامی باعث آسیب دیدن بسیاری از شهرها در حملات هوایی رعد آسا موسوم به بلیتس گردید. پس از جنگ، امپراتوری بریتانیا شاهد استعمارزدایی سریعی شد و نوآوری‌های تکنولوژیک در کشور شتاب گرفت. خودرو ابزار اصلی حمل و نقل شد و پیشرفت موتور جت توسط فرانک ویتل مسافرت هوایی را گسترش داد. حمل و نقل موتوری و همچنین ایجاد خدمات بهداشت ملی (NHS) در سال ۱۹۴۸ الگوهای سکونت را در انگلستان تغییر داد. خدمات بهداشت ملی بریتانیا مراقبت‌های بهداشتی با استفاده از بودجه عمومی را به همه ساکنان دائمی کشور در زمان نیاز به رایگان ارائه می‌کند. هزینه این سرویس از مالیات‌های عمومی پرداخت می‌شود. ترکیب مجموعه‌ای از این تغییرات منجر به اصلاحات دولت‌های محلی در انگلستان در اواسط قرن بیستم شد.

مقبره سرباز گمنام در وایتهال، بنای یادبود کشته شدگان نیروهای مسلح بریتانیا در طول دو جنگ جهانی

از قرن بیستم جابجایی قابل توجهی در جمعیت انگلستان روی داد که عمدتاً شامل مهاجرت از بخش‌های دیگر جزایر بریتانیا و نیز از کشورهای مشترک‌المنافع، به ویژه شبه قاره هند بود. از دهه هفتاد میلادی به این سو حرکت بزرگی در جهت دور شدن از بخش تولید و گسترش شدید بخش خدمات انجام گرفت. انگلستان به عنوان بخشی از ممالک متحد بریتانیا وارد یک بازار مشترک نوپا به نام جامعه اقتصادی اروپا که بعدها به اتحادیه اروپا تبدیل شد پیوست. از اواخر قرن بیستم دولت بریتانیا به سمت نوعی قدرت سپاری در اسکاتلند، ولز و ایرلند شمالی حرکت کرد. انگلستان و ولز همچنان در یک حوزه واحد قضایی هستند. انتقال قدرت موجب برانگیخته شدن بیشتر یک نوع هویت و میهن‌پرستی خاص انگلیسی شده است. انگلستان دولت تفویضی ندارد اما تلاش برای ایجاد یک سیستم مشابه به صورت منطقه‌ای در یک همه‌پرسی رد شد.

## دولت و حکومت

### سیاست
نظام سیاسی در انگلستان به عنوان بخشی از پادشاهی متحده بریتانیا، سلطنت مشروطه و نظام پارلمانی است. از سال ۱۷۰۷ به بعد یعنی زمانی که لایحه اتحاد ۱۷۰۷ موجب اجرایی شدن مفاد پیمان اتحادیه شد و انگلستان و اسکاتلند را به شکل پادشاهی بریتانیای کبیر با یکدیگر متحد کرد چیزی به نام دولت انگلستان وجود نداشته است. قبل از این اتحاد، انگلستان توسط پادشاه آن و پارلمان انگلستان اداره می‌شد. امروزه انگلستان به‌طور مستقیم توسط پارلمان بریتانیا اداره می‌شود، اگر چه دیگر کشورهای اتحادیه بریتانیا دولت خود را دارند. در مجلس عوام که مجلس سفلای پارلمان بریتانیا مستقر در کاخ وستمینستر است ۵۳۲ عضو از مجموع ۶۵۰ عضو پارلمان متعلق به حوزه‌های انتخابیه انگلستان هستند.

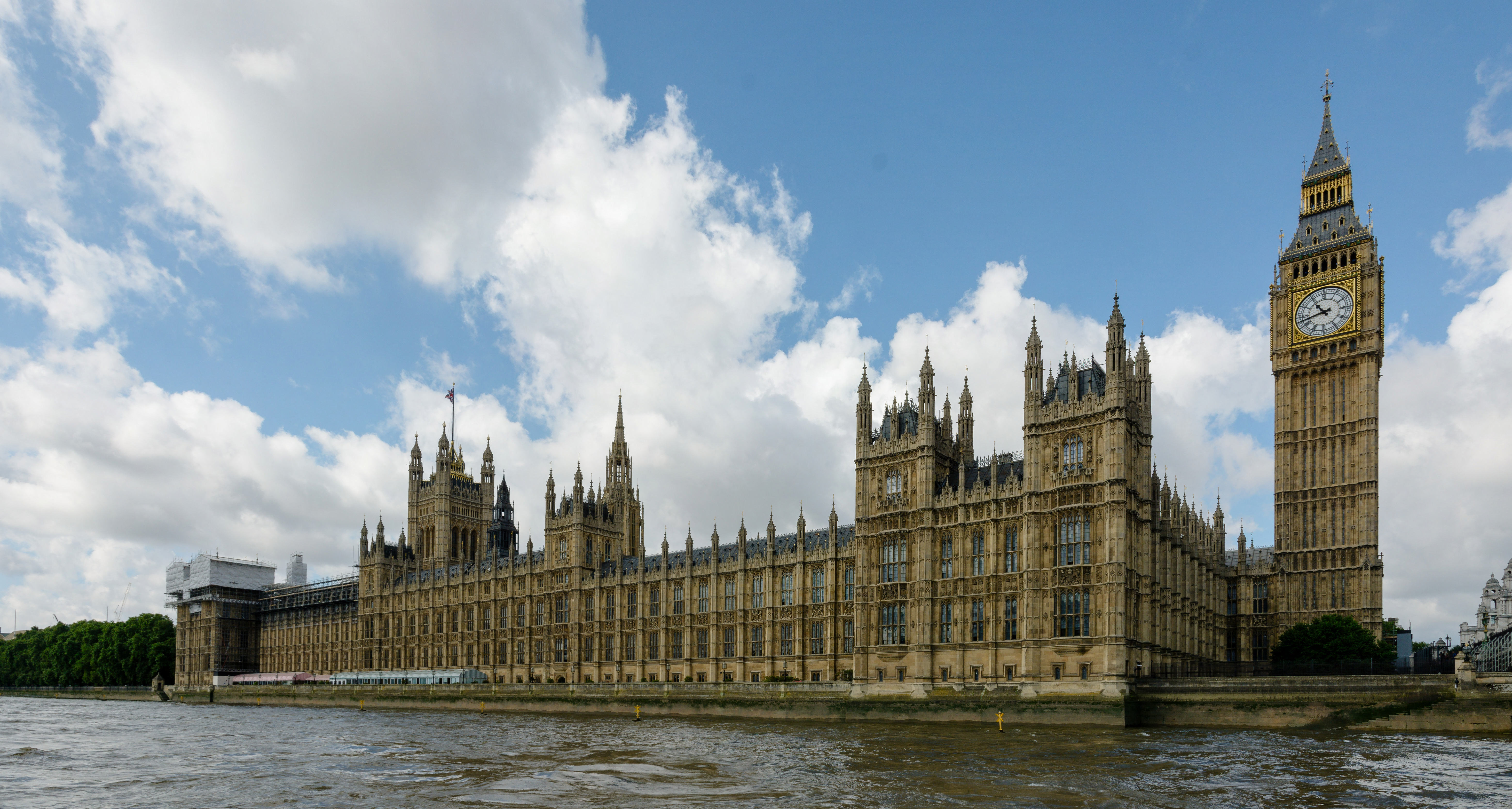
کاخ وستمینستر، مقر پارلمان بریتانیا

در انتخابات عمومی سال ۲۰۱۵ بریتانیا، حزب محافظه کار اکثریت مطلق را در میان ۶۵۰ کرسی مورد رقابت کسب کرد و موفق شد ۱۰ کرسی بیش از مجموع همه احزاب دیگر به دست آورد (سخنگوی مجلس به عنوان عضو محافظه کار شمرده نمی‌شود). حزب محافظه کار، به ریاست نخست‌وزیر دیوید کامرون، ۹۸ کرسی بیشتر از حزب کارگر کسب کرد و که رهبر حزب کارگر اد میلیبند متعاقباً از ریاست حزب استعفا داد. حزب ملی اسکاتلند (اسکاتلند تنها) ۵۶ کرسی از ۵۹ کرسی اسکاتلند در مجلس را به دست آورد و جایگزین حزب لیبرال دموکرات به عنوان سومین حزب بزرگ در مجلس عوام شد.
انگلستان به عنوان بخشی از پادشاهی متحد، عضو اتحادیه اروپا بود اما در نهایت در جریان همه‌پرسی عضویت پادشاهی متحد در اتحادیه اروپا، اکثر انگلیسی‌ها در کنار ولزی‌ها رای به خروج بریتانیا دادند و در نهایت در دسامبر ۲۰۲۰ بریتانیا از اتحادیه اروپا خارج شد. در انگلستان انتخابات منطقه‌ای برای فرستادن اعضای پارلمان اروپا برگزار می‌شود. در انتخابات سال ۲۰۰۹ پارلمان اروپا مناطق انگلستان شاهد انتخاب نمایندگان پارلمان اروپا به این ترتیب بود: ۲۳ محافظه کار، ده نفر از حزب کارگر، نه نفر از حزب استقلال بریتانیا (UKIP)، نه لیبرال دموکرات، دو نفر از حزب سبزها و دو نفر از حزب ملی بریتانیا (BNP).

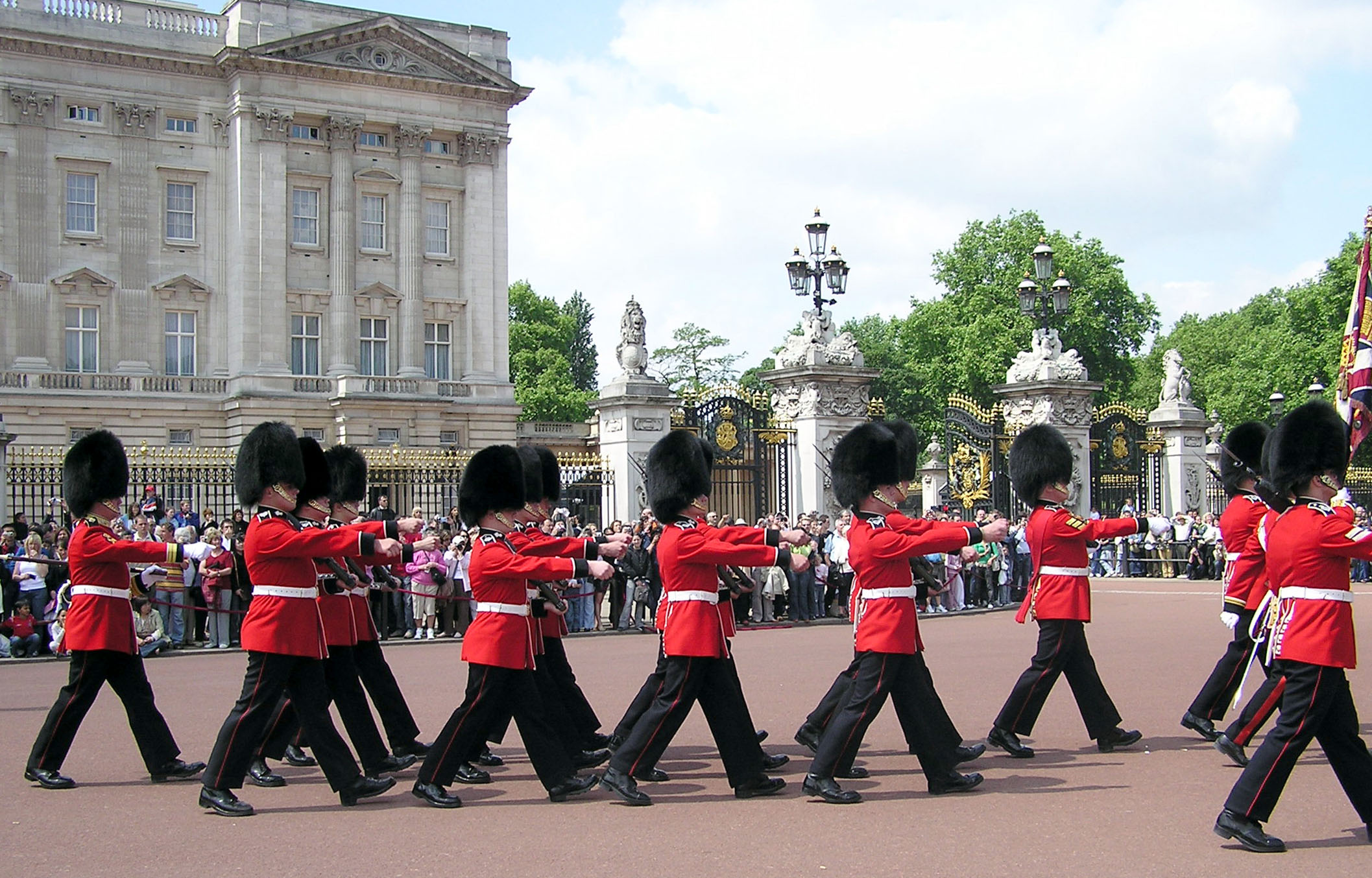
در حال تغییر گارد ملکه در محل اقامت خانواده سلطنتی، کاخ باکینگهام

از زمان انتقال قدرت، که در آن دیگر کشورهای بریتانیا یعنی اسکاتلند، ولز و ایرلند شمالی هر کدام مجلس یا مجمع خود را برای تصمیم‌گیری در مورد مسائل محلی دارند، بحث در مورد چگونگی موازنه این امر برای انگلستان وجود داشته است. در ابتدا قرار بود که مناطق مختلف انگلستان نیز دارای اختیارات مشابهی شوند، اما پس از رد این پیشنهاد توسط شمال شرق در یک همه‌پرسی، این برنامه منتفی شد.
یکی از مسائل عمده مسئله لوتیان غرب است، به این معنی که نمایندگان اسکاتلند و ولز می‌توانند دربارهٔ قوانینی که صرفاً انگلستان را تحت تأثیر قرار می‌دهد رأی دهند، در حالی که نمایندگان انگلیسی مجلس چنین حقی دربارهٔ امور آن کشورها ندارند. این مسئله پس از آنکه انگلستان تنها کشوری در بریتانیا شد که درمان و داروی رایگان برای بیماران سرطانی و مراقبت در منزل برای افراد مسن ندارد و همچنین شهریه‌های دانشگاه در آن بالاتر است، منجر به افزایش مداوم ناسیونالیسم انگلیسی شده است. برخی پیشنهاد کرده‌اند یک پارلمان تفویضی انگلیسی ایجاد شود ولی سایرین معتقد به روش ساده‌تر محدود کردن رای‌گیری صرف از نمایندگان انگلیسی دربارهٔ امور صرفاً مربوط به انگلستان می‌باشند.

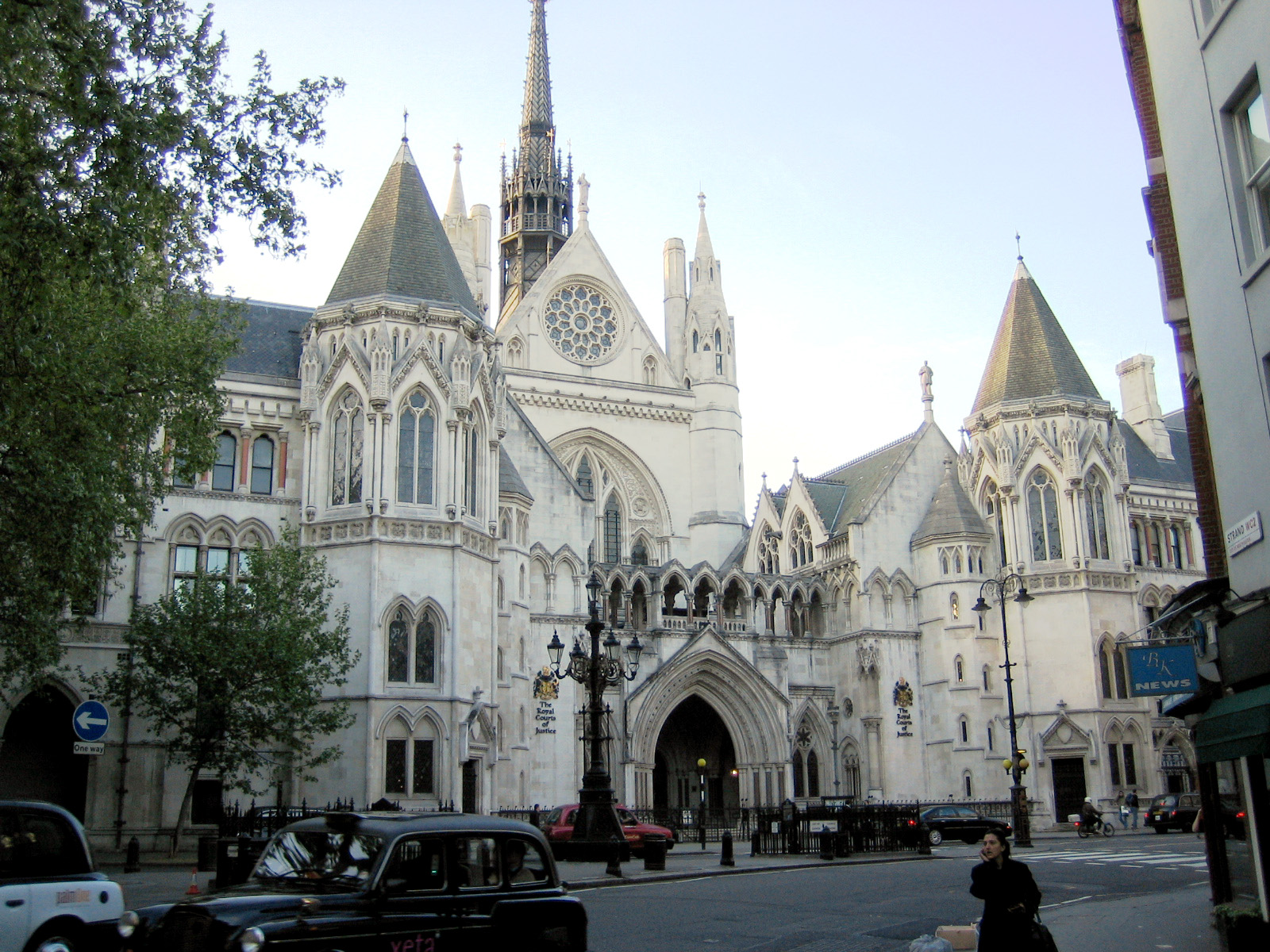
دادگاه قضایی سلطنتی

### قانون
نظام حقوقی قوانین انگلیسی که در طول قرن‌ها توسعه و تکامل یافته اساس سیستم‌های حقوقی قانون مشترک است که در بیشتر کشورهای مشترک‌المنافع و همچنین ایالات متحده (به جز لوئیزیانا) مورد استفاده است. با وجود اینکه انگلستان و ولز در حال حاضر بخشی از پادشاهی متحده بریتانیا هستند اما تحت معاهده اتحادیه نظام حقوقی محاکم جداگانه‌ای از اسکاتلند دارند. جوهر کلی حقوق انگلیسی را قضات در دادگاه، با استفاده از حس و دانش خود از سابقه سنت قضایی به حقایق ما سبق تعیین می‌کنند.
نظام دادگاه که توسط محاکم ارشد انگلستان و ولز رهبری می‌شود، متشکل از دادگاه تجدید نظر، دادگاه عالی عدالت برای پرونده‌های مدنی، و دادگاه سلطنتی برای پرونده‌های جنایی است. دیوان عالی انگلستان بالاترین دادگاه برای پرونده‌های جنایی و مدنی در انگلستان و ولز است. این دیوان در سال ۲۰۰۹ پس از تغییر قانون اساسی ایجاد شد و وظایف قضایی که بر عهده مجلس اعیان بود در اختیار گرفت. تصمیمات دیوان عالی کشور در سلسله مراتب دادگاه‌ها الزام‌آور است و در هر دادگاه دیگر باید اجرا شود.
جرم و جنایت بین سال‌های ۱۹۸۱ و ۱۹۹۵ افزایش یافت، اما در دوره ۱۹۹۵ تا ۲۰۰۶ به میزان ۴۲ درصد کاهش یافت. جمعیت زندانیان در همین دوره دو برابر شد و با رقم ۱۴۷ نفر در مقابل هر ۱۰۰۰۰۰ به بالاترین میزان حبس در غرب اروپا رسید. سازمان سلطنتی امور زندان‌ها که به وزارت دادگستری گزارش می‌دهد، مدیریت اکثر زندان‌ها را که بیش از ۸۵۰۰۰ محکوم در آن‌ها سکونت دارند بر عهده دارد.

## تقسیمات کشوری انگلستان

مناطق انگلستان

تقسیمات کشوری انگلستان شامل چهار سطح مختلف است که از طریق نهادهای اداری مختلف ایجاد شده برای اهداف دولت‌های محلی اداره می‌شوند. بالاترین لایه از دولت‌های محلی در انگلستان نه منطقه بودند: شمال شرق، شمال غرب، یورکشایر و هامبر، میدلند شرقی، میدلند غربی، شرق، جنوب شرق، جنوب غرب و لندن. این مناطق در سال ۱۹۹۴ به عنوان ادارات دولتی تشکیل شدند و دولت بریتانیا از طریق آن‌ها به ارائه طیف گسترده‌ای از سیاست‌ها و برنامه منطقه‌ای دست زد، اما اعضای این نهادها به جز لندن در هیچ‌یک از مناطق از طریق آرای عمومی انتخاب نمی‌شدند. در سال ۲۰۱۱ این ادارات دولتی منطقه‌ای ملغی شدند. امروزه مرزهای بین همان مناطق تعیین‌کننده حوزه‌های رای‌گیری یرای انتخاب اعضای پارلمان اروپا است.
پس از آنکه تفویض اختیارات در سایر نقاط بریتانیا آغاز شد بنا بر آن بود که برگزاری همه‌پرسی‌هایی منطقه‌ای در انگلستان برای انتخاب مجامع محلی حقوق بیشتری را به این مناطق تفویض کند تا اعطای اختیارات در سایر نقاط بریتانیا عادلانه باشد. این همه‌پرسی در لندن در سال ۱۹۹۸ پذیرفته شد و دو سال بعد شورای شهر لندن تشکیل شد. با این حال، زمانی که در سال ۲۰۰۴ همه‌پرسی شمال انگلستان در منطقه شمال شرق رد شد، روند همه‌پرسی متوقف گردید. مجامع منطقه‌ای در خارج از لندن در سال ۲۰۱۰ لغو شدند و مسئولیت‌های خود را به سازمان‌های توسعه منطقه‌ای مربوط و یک نظام جدید مقامات محلی منتقل کردند.
در لایه بعد از تقسیمات منطقه‌ای، انگلستان به ۴۸ شهرستان تشریفاتی تقسیم شده است. این شهرستان‌ها که به تدریج و از قرون وسطی به این سو شکل گرفته‌اند در درجه اول به عنوان یک مرجع جغرافیایی استفاده می‌شوند. البته سابقه تشکیل بعضی از این شهرستان‌ها کمتر است و به سال ۱۹۷۴ میلادی هم می‌رسد. هر یک از آن‌ها یک لرد نایب‌السلطنه و یک کلانتر عالی دارد. این دو مقام به مثابه نمایندگان محلی نهاد سلطنت بریتانیا هستند. در خارج از لندن بزرگ و مجمع‌الجزایر سیلی، انگلستان همچنین به ۸۳ ناحیه شهری و غیر شهری تقسیم شده است که این تقسیم‌بندی برای اهداف دولت‌های محلی استفاده می‌شود. هر یک از آن‌ها ممکن است از داخل یک منطقه جغرافیایی باشد یا بین چند منطقه تقسیم شده باشد.
کشور انگلستان از ۹ ناحیه، ۴۸ استان و ۳۲۶ شهرستان تشکیل شده است.

### فهرست شهرهای مهم انگلستان
- لندن
- بیرمنگام
- منچستر
- لیورپول
- لیدز
- ناتینگهام
- کمبریج
- برایتون
- ساوت‌همپتون
- دوور
- شفیلد
- یورک
- بریستول
- نیوکاسل
- هال

## جاذبه‌های گردشگری انگلستان
انگلیس کشوری غنی از جاذبه‌ها و مکان‌های فرهنگی، تاریخی، گردشگری می‌باشد. از قلعه لندن در شهر لندن گرفته تا صخرهٔ گلاستون بری واقع در سومرست یا دوربین رادکلیف در آکسفورد همه و همه از جاهای دیدنی کشور انگلستان محسوب می‌شوند.

### استون هنج– واقع درویلتشر
استون هنج یکی از خارق‌العاده‌ترین آثار پیش‌ازتاریخ انگلستان به‌حساب می‌آید. این بناهای سنگی بزرگ در شهرستان «ویلتشر» در ناحیه جنوب غربی انگلستان است واقع‌شده است. چیزی که امروز از استون هنج قابل‌مشاهده است، باقی‌مانده نهایی آن به‌حساب می‌آید که حدود ۳۵۰۰ سال پیش درست‌شده‌اند.
این جاذبهٔ گردشگری نه فقط یک مکان گردشگری بلکه معمایی است که هنوز که هنوز است تاریخ نتوانسته به آن پاسخ دهد. این بناهای سنگی با این عظمت و بزرگی چه طور و به چه وسیله‌ای وارد دشتی به این بزرگی شده‌اند. استون هنج از زمان پیدایش تا الآن هیچ سند و مدرکی از خود به‌جای نگذاشته است و هیچ مورخ و کتاب تاریخی نتوانسته به این سؤال پاسخ دهد.
جاذبه تاریخی استون هنج، دشت‌ها و فضاهای پیرامون آن، از سال ۱۹۸۶ در لیست میراث جهانی سازمان یونسکو قرار گرفتند. هنوز هم باوجود پیشرفت بشر در علم تاریخ بسیاری از عجایب دربارهٔ استون هنج نامشخص است و افسانه‌ها و داستان‌های بسیار مختلفی دربارهٔ این جاذبه گردشگری وجود دارند.
از دیگر جاذبه‌های گردشگری کشور انگلستان می‌توان به موارد زیر اشاره کرد:
- کاخ هامپتون کورت – واقع در لندن
- موزه پیت ریورز – واقع در آکسفورد
- برج بلک پول – واقع در بلکپول
- قصر بندرگاهی برایتون – واقع در برایتون
- فرشتهٔ شمال – واقع در گیتس هد
- حمام رومی – واقع در بث
- پروژه عدن – واقع در کورن وال
- بازار بورو – واقع در لندن
- سرزمین رؤیا – واقع در مارگیت
- گالری هنر ویت ورث – واقع در منچستر
- امارت چتس ورث – واقع در داربی شر
- صخره گلاستون بری – واقع در سومرست
- خیابان اَبی – واقع در لندن
- چشم لندن – واقع در لندن
- موزه تاریخ طبیعی لندن – واقع در لندن
- باغ وحش چستر – واقع در چشر
- قلعه لندن – واقع در لندن
- دوربین رادکلیف – واقع در آکسفورد
- گالری هنر فرنز – واقع در شهر هال
- معدن بسیار بزرگ اورانیوم - واقع در لندن

## آب و هوا
انگلستان دارای آب و هوایی نسبتاً معتدل می‌باشد که در زمستان از صفر درجه پایین‌تر و در تابستان از ۳۲ درجه بالاتر نمی‌رود. سردترین ماه سال ژانویه و فوریه و گرم‌ترین ماه سال ماه ژوئیه است.

آرم سلطنتی انگلستان

| داده‌های اقلیم انگلستان  | داده‌های اقلیم انگلستان | داده‌های اقلیم انگلستان | داده‌های اقلیم انگلستان | داده‌های اقلیم انگلستان | داده‌های اقلیم انگلستان | داده‌های اقلیم انگلستان | داده‌های اقلیم انگلستان | داده‌های اقلیم انگلستان | داده‌های اقلیم انگلستان | داده‌های اقلیم انگلستان | داده‌های اقلیم انگلستان | داده‌های اقلیم انگلستان | داده‌های اقلیم انگلستان |
| ماه                     | ژانویه                 | فوریه                  | مارس                   | آوریل                  | مه                     | ژوئن                   | ژوئیه                  | اوت                    | سپتامبر                | اکتبر                  | نوامبر                 | دسامبر                 | سال                    |
| ----------------------- | ---------------------- | ---------------------- | ---------------------- | ---------------------- | ---------------------- | ---------------------- | ---------------------- | ---------------------- | ---------------------- | ---------------------- | ---------------------- | ---------------------- | ---------------------- |
| میانگین بیش‌ترین °C (°F) | ۷ (۴۵)                 | ۷ (۴۵)                 | ۹ (۴۸)                 | ۱۲ (۵۴)                | ۱۵ (۵۹)                | ۱۸ (۶۴)                | ۲۱ (۷۰)                | ۲۱ (۷۰)                | ۱۸ (۶۴)                | ۱۴ (۵۷)                | ۱۰ (۵۰)                | ۷ (۴۵)                 | ۱۳ (۵۵)                |
| میانگین کم‌ترین °C (°F)  | ۱ (۳۴)                 | ۱ (۳۴)                 | ۲ (۳۶)                 | ۴ (۳۹)                 | ۶ (۴۳)                 | ۹ (۴۸)                 | ۱۱ (۵۲)                | ۱۱ (۵۲)                | ۹ (۴۸)                 | ۷ (۴۵)                 | ۴ (۳۹)                 | ۲ (۳۶)                 | ۶ (۴۳)                 |
| بارندگی میلی‌متر (اینچ)  | ۸۴ (۳٫۳۱)              | ۶۰ (۲٫۳۶)              | ۶۷ (۲٫۶۴)              | ۵۷ (۲٫۲۴)              | ۵۶ (۲٫۲)               | ۶۳ (۲٫۴۸)              | ۵۴ (۲٫۱۳)              | ۶۷ (۲٫۶۴)              | ۷۳ (۲٫۸۷)              | ۸۴ (۳٫۳۱)              | ۸۴ (۳٫۳۱)              | ۹۰ (۳٫۵۴)              | ۸۳۸ (۳۲٫۹۹)            |
| منبع: Met Office        |                        |                        |                        |                        |                        |                        |                        |                        |                        |                        |                        |                        |                        |

## ورزش در انگلستان
انگلستان پس از سده ۱۹ میلادی در بخش ورزش پیشرفت‌های بسیاری داشته است، ورزش‌هایی مانند فوتبال، کریکت، راگبی ۱۳ نفره، راگبی ۱۵ نفره، تنیس، بدمینتون، اسکواش، هاکی، بوکس، دارت، بیلیارد، اسنوکر، تنیس روی میز، تروبرد و نت‌بال از این کشور منشأ گرفته است. همچنین قایق‌رانی و مسابقات فرمول یک به وسیله انگلیسی‌ها پیشرفت‌های بسیاری کرده است.
فوتبال محبوب‌ترین ورزش در کشور انگلستان است. تیم ملی فوتبال انگلستان در جام جهانی فوتبال ۱۹۶۶ و در ورزشگاه ومبلی قهرمان این مسابقات شده است.
باشگاه فوتبال شفیلد که در سال ۱۸۵۷ میلادی تأسیس شده، از سوی فیفا به عنوان قدیمی‌ترین باشگاه فوتبال معرفی شده است. باشگاه‌های لیورپول، منچستر یونایتد، ناتینگهام فارست، استون ویلا، چلسی و منچستر سیتی قهرمان لیگ قهرمانان اروپا شده‌اند، همچنین تیم‌های آرسنال، لیدز یونایتد، تاتنهام هاتسپر و در فینال این مسابقات حضور داشته‌اند.